# Unionville (Karolina Północna)
Unionville – miasto w Stanach Zjednoczonych, w stanie Karolina Północna, w hrabstwie Union.